# Susana López Charreton
Susana López Charretón (nascida em 19 de junho de 1957) é uma virologista mexicana especializada na compreensão dos mecanismos de infecção do rotavírus. Susana liderou um programa de pesquisa como investigadora principal no Instituto de Biotecnologia (UNAM), em Cuernavaca, no México, por mais de 25 anos.
De 2000 a 2010, ela foi bolsista de pesquisa internacional do Howard Hughes Medical Institute, em Chevy Chase, Maryland, nos Estados Unidos.
Em 2012, Susana López Charretón recebeu o Prêmio L'Oréal-UNESCO para Mulheres na Ciência – América Latina “por identificar como os rotavírus causam a morte de 600.000 crianças a cada ano”.

## Infância e educação
Susana López Charretón nasceu na Cidade do México, em junho de 1957. Susana sabia desde muito jovem que queria estudar Biologia e matriculou-se na Universidad Nacional Autónoma de México (UNAM), onde concluiu seu bacharelado em pesquisa biomédica básica em 1980, seguido de mestrado em 1983 e doutorado em 1986. Ao terminar sua pós-graduação, ela passou alguns anos no Instituto de Tecnologia da Califórnia (Caltech).
Susana López Charretón possui bacharelado (1980), mestrado (1983) e doutorado (1986) em pesquisa biomédica básica pela Universidade Nacional Autônoma do México (UNAM) e atualmente trabalha no Instituto de Biotecnologia da mesma universidade.

## Interesses de pesquisa
Susana López Charretón liderou seu programa de pesquisa como pesquisadora principal no Instituto de Biotecnologia (UNAM) em Cuernavaca, México. Susana atua como mentora para alunos de mestrado e doutorado e atualmente possui status de investigadora SNI nível III. Ao longo de sua carreira, Susana López Charretón fez avanços na nossa compreensão do rotavírus. Uma das descobertas mais importantes de seu grupo de pesquisa está relacionada à entrada viral no corpo humano. O rotavírus se espalha pela boca e pela pele, mas o vírus deixa essas células em paz e só infecta e se reproduz nas células do intestino delgado. Ela também estudou como o rotavírus se espalha nas populações humanas, a resposta imunológica a ele e seu ciclo de replicação. Este trabalho contribuiu para novos testes de diagnóstico, isolamento de novas cepas e esforços para uma vacina. Ela publicou mais de 130 artigos em periódicos internacionais. Ela também passou quase nove anos atuando no conselho editorial do Journal of Virology.

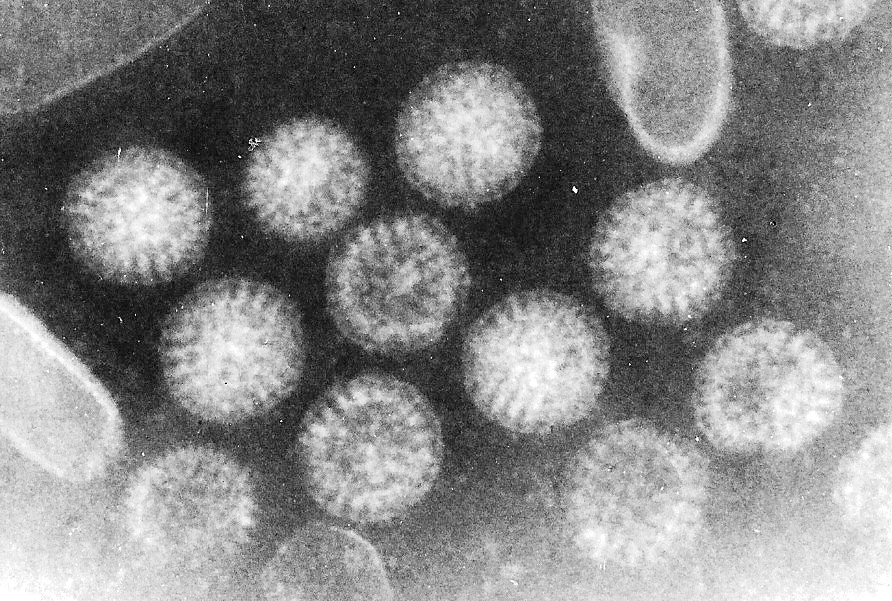
Imagem de microscopia eletrônica de rotavírus

De 2000 a 2010, ela foi bolsista de pesquisa internacional do Howard Hughes Medical Institute.

## Prêmios e reconhecimentos
Susana López Charretón ganhou a Medalha Gabino Barreda da UNAM, em 1988, por sua pesquisa de doutorado. Em 1991, ela era Fogarty Fellow. Susana também ganhou o Prêmio Bienal Funsalud em Doenças Gastrointestinais da Fundação Mexicana para a Saúde, em 2000 e em 2002. Em 2001, recebeu o Prêmio Carlos J. Finlay de Microbiologia da Organização das Nações Unidas para a Educação, a Ciência e a Cultura (UNESCO). Em 2000, tornou-se bolsista de pesquisa internacional do Howard Hughes Medical Institute (HHMI), fornecendo financiamento para o impacto potencialmente transformador de sua pesquisa sobre rotavírus.
Em 2010, a HHMI perguntou a Susana López Charretón o que ela faria para mudar o mundo num ano. Ela respondeu: "Eu investiria naquele ano para convencer as pessoas que ganham enormes quantias de dinheiro (estrelas de TV e cinema, cantores, atletas etc.) a doar apenas uma pequena parte de seus ganhos para criar uma fundação bem administrada, com o único objetivo de garantir que todas as crianças dos países subdesenvolvidos tenham acesso a todas as vacinas disponíveis, independentemente do seu custo, e de garantir que estas crianças sejam nutridas adequadamente durante os primeiros cinco anos das suas vidas. Isto ajudaria a proporcionar um início de vida justo para as pessoas nascidas em nações subdesenvolvidas."
Em 2012, Susana López Charretón ganhou o Prêmio LÓréal-UNESCO para Mulheres na Ciência, um prestigiado prêmio atribuído anualmente a apenas uma mulher cientista por continente. Susana ganhou o prêmio para a América Latina por “identificar como os rotavírus causam a morte de 600 mil crianças a cada ano”. Nesse mesmo ano, ela também recebeu a Medalha Omecihuatl do Instituto da Mulher da Cidade do México. Em 2013, Susana López Charretón recebeu o "Premio Universidad Nacional" de pesquisa em Ciências Naturais. E em 2014, ela foi reconhecida como uma das 100 mulheres da BBC.

## Vida pessoal
Ela foi co-recebedora (junto com seu marido, Carlos Arias Ortiz) do Prêmio Carlos J. Finlay de Microbiologia de 2001 e do Prêmio TWAS de Biologia de 2008. Susana López Charretón e seu marido têm dois filhos, Rodrigo e Alejandra, e a família mora na Cidade do México.